# 井上広大
井上 広大（いのうえ こうた、2001年8月12日 - ）は、大阪府大東市出身のプロ野球選手（外野手）。右投右打。阪神タイガース所属。

## 経歴

### プロ入り前
大東市立南郷小学校2年で「ANTブルージェイズ」に入団しソフトボールを始め、大東市立南郷中学校時代から野球に転向し「東大阪シニア」でプレー。主に捕手を務めていた。
履正社高等学校に進学後、外野手として1年夏からベンチ入り。「6番・右翼手」として先発出場した2年夏の北大阪大会準決勝では、根尾昂、藤原恭大らを擁する大阪桐蔭に対して1点リードで9回を迎えるも二死走者なしから逆転負けを喫し甲子園大会出場を逃した。新チームとなった2年秋から4番打者を務め、3年春の選抜大会に出場。しかし、初戦の星稜戦で奥川恭伸に4打数0安打2三振と抑え込まれ、チームも奥川に計17三振を奪われて完封負けを喫した。その後、不振から下位打線への降格なども経験したが、再び4番として迎えた3年夏の大阪大会では7試合で打率.407、4本塁打の活躍でチームを初の甲子園春夏連続出場へ導くと、甲子園でも26打数10安打の打率・385、3本塁打、14打点を記録。星稜との決勝戦では奥川から3点本塁打を放つなどの活躍で、選抜の雪辱を果たすとともに履正社初の甲子園優勝に貢献した。高校通算49本塁打。同校の2学年上に安田尚憲、1学年下に小深田大地がいる。
2019年10月17日に開催されたNPBドラフト会議にて、阪神タイガースから2巡目指名を受け、11月5日に、契約金6000万円、年俸720万円で仮契約（金額は推定）。背番号は32。担当スカウトは渡辺亮。11月19日の下校途中に、駅の階段で後ろからぶつかられて右足をひねり、右足首を捻挫した。

### 阪神時代
2020年、高知県安芸市での二軍春季キャンプに参加。キャンプ中の実戦ではチーム方針により4番打者として出場を続ける中で存在感を示し、ウエスタン・リーグ開幕後も4番打者として本塁打・打点の2部門でリーグトップを争う活躍を見せていた。この活躍を受け、10月15日にプロ入り後初めて一軍昇格すると、同日の対中日ドラゴンズ戦（ナゴヤドーム）に「7番・右翼手」として先発出場し一軍初出場を果たした。阪神の高卒新人野手によるスタメンでの一軍初出場は1968年の川藤幸三以来52年ぶりの出来事。その後、出場3試合目となった10月16日の対東京ヤクルトスワローズ戦（阪神甲子園球場）の8回裏に代打で中越適時二塁打を放ち、プロ入り後初安打・初打点を記録した。阪神の高卒新人野手による安打は1997年の濱中治以来23年ぶり、打点は1974年の掛布雅之以来46年ぶりの出来事。その後も代打として3試合に出場し（3打数無安打）、10月21日に登録を抹消された。二軍降格後は再び4番打者を務め、29日には阪神の高卒新人では2002年の桜井広大に並んで歴代最多となる9号本塁打を放った。二軍では69試合の出場で打率.226、9本塁打、36打点を記録し、リーグの優秀選手賞、新人賞、努力賞を受賞した。
2021年は、同期入団の西純矢らと共に沖縄県宜野座村での一軍春季キャンプに抜擢された。二軍で9本塁打、50打点を挙げウエスタン・リーグ打点王を獲得したが、8月20日の二軍ソフトバンク戦で走塁中に右脛骨（けいこつ）骨折し、別メニューでの調整でシーズンを終えることになった。二軍成績は68試合の出場で打率.267、9本塁打、50打点だった。
2022年は、ウエスタン・リーグで最多安打（96安打）のタイトルを獲得。二軍成績は110試合の出場で打率.222、11本塁打、70打点だった。
2023年は、4月18日に一軍登録された。4月19日から「6番・右翼手」で3試合連続の先発出場となった。4月20日の広島戦では916日ぶりとなる適時打を放った。4月27日の巨人戦では初の猛打賞となる3安打と4打点を記録した。
2024年は、開幕から二軍で打率.344、4本塁打とアピールを続け、5月10日に一軍に昇格する。同日の対横浜DeNAベイスターズ戦（横浜スタジアム）で「5番・左翼手」で先発出場すると、6回に2点差にリードを広げる適時打を放ち、翌11日にも適時打を放ち起用に応える。さらに同カードの12日の試合で初めて1番打者として起用されると2打席目で安打を放ち、1対0で完封勝利した試合で貴重な決勝打に繋がる打撃を見せた。しかし、好調が続かず打率.208と成績を落とし、5月27日に登録抹消となった。8月25日に出場選手登録されると、同月28日の対DeNA戦（横浜スタジアム）で1点を追う6回一死無走者の打席で東克樹からプロ入り後初本塁打となる同点本塁打、9月4日の対中日戦（阪神甲子園球場）では1回無死一塁の打席で小笠原慎之介から本拠地の甲子園で初本塁打となる2点本塁打を放った。このシーズンはウエスタン・リーグで打率.308（この年規定打席到達者ではリーグ唯一の3割打者）を記録し、二軍のタイトルだが初の打撃三冠となる首位打者を獲得。

## 選手としての特徴
身長189cm、体重101kgと恵まれた体格に、高校通算49本塁打を誇るパワーが持ち味の右打ちの長距離打者。自身も「シーズン40本以上を打ちたい」と抱負を語っている。
一方コンタクト能力は低く、二軍では1試合4三振を含む8打席連続三振を喫するなど、2年連続で3打数に1つ以上というハイペースで三振を喫しており、二軍の投手への対応に苦しんでいる。
遠投115m、50m走は6秒3。
巨人の選手である岡本和真と、2022年1月に合同自主トレを行い、打撃技術などを教わっている。

## 詳細情報

### 年度別打撃成績
| 年 度     | 球 団     | 試 合 | 打 席 | 打 数 | 得 点 | 安 打 | 二 塁 打 | 三 塁 打 | 本 塁 打 | 塁 打 | 打 点 | 盗 塁 | 盗 塁 死 | 犠 打 | 犠 飛 | 四 球 | 敬 遠 | 死 球 | 三 振 | 併 殺 打 | 打 率 | 出 塁 率 | 長 打 率 | O P S |
| --------- | --------- | ----- | ----- | ----- | ----- | ----- | -------- | -------- | -------- | ----- | ----- | ----- | -------- | ----- | ----- | ----- | ----- | ----- | ----- | -------- | ----- | -------- | -------- | ----- |
| 2020      | 阪神      | 6     | 11    | 11    | 0     | 1     | 1        | 0        | 0        | 2     | 1     | 0     | 0        | 0     | 0     | 0     | 0     | 0     | 5     | 0        | .091  | .091     | .182     | .273  |
| 2022      | 阪神      | 2     | 5     | 5     | 0     | 0     | 0        | 0        | 0        | 0     | 0     | 0     | 0        | 0     | 0     | 0     | 0     | 0     | 2     | 0        | .000  | .000     | .000     | .000  |
| 2023      | 阪神      | 13    | 37    | 35    | 3     | 8     | 2        | 1        | 0        | 12    | 7     | 0     | 0        | 0     | 0     | 2     | 0     | 0     | 18    | 0        | .229  | .270     | .343     | .613  |
| 2024      | 阪神      | 23    | 55    | 52    | 5     | 11    | 2        | 0        | 3        | 22    | 8     | 1     | 1        | 0     | 0     | 3     | 0     | 0     | 20    | 0        | .212  | .255     | .423     | .678  |
| 通算：4年 | 通算：4年 | 44    | 108   | 103   | 8     | 20    | 5        | 1        | 3        | 36    | 16    | 1     | 1        | 0     | 0     | 5     | 0     | 0     | 45    | 0        | .194  | .232     | .350     | .581  |

- 2024年度シーズン終了時

### 年度別守備成績
| 年 度 | 球 団 | 外野  | 外野  | 外野  | 外野  | 外野  | 外野     |
| 年 度 | 球 団 | 試 合 | 刺 殺 | 補 殺 | 失 策 | 併 殺 | 守 備 率 |
| ----- | ----- | ----- | ----- | ----- | ----- | ----- | -------- |
| 2020  | 阪神  | 2     | 2     | 0     | 1     | 0     | .667     |
| 2022  | 阪神  | 1     | 2     | 0     | 0     | 0     | 1.000    |
| 2023  | 阪神  | 11    | 19    | 0     | 0     | 0     | 1.000    |
| 2024  | 阪神  | 15    | 27    | 1     | 0     | 0     | 1.000    |
| 通算  | 通算  | 29    | 50    | 1     | 1     | 0     | .981     |

- 2024年度シーズン終了時

### 記録
初記録
- 初出場・初先発出場：2020年10月14日、対中日ドラゴンズ20回戦（ナゴヤドーム）、「7番・右翼手」で先発出場
- 初打席：同上、2回表に大野雄大から空振り三振
- 初安打・初打点：2020年10月16日、対東京ヤクルトスワローズ19回戦（阪神甲子園球場）、8回裏に久保拓眞から中越適時二塁打
- 初盗塁：2024年5月16日、対中日ドラゴンズ9回戦（バンテリンドーム ナゴヤ）、3回表に二盗[50]（投手：梅津晃大、捕手：木下拓哉）
- 初本塁打：2024年8月28日、対横浜DeNAベイスターズ18回戦（横浜スタジアム）、6回表に東克樹から左越ソロ[41][51]

### 背番号
- 32（2020年[13] - ）

### 登場曲
- 「君に捧げる応援歌」HIPPY（2020年）
- 「ロッカールーム -Go Hard or Go Home-」AK-69（2021年）
- 「大丈夫さ」HIPPY（2022年 - ）